# Protarchus melanurus
Protarchus melanurus är en stekelart som först beskrevs av Thomson 1894.  Protarchus melanurus ingår i släktet Protarchus och familjen brokparasitsteklar. Inga underarter finns listade i Catalogue of Life.